# Катастрофа B-52 над Дикой Горой
Катастрофа B-52 над Дикой Горой — гибель бомбардировщика Boeing B-52 Stratofortress c ядерным оружием на борту, вызванная разрушением киля самолёта в зимней штормовой турбулентности. Перевозимые самолётом две термоядерные бомбы были найдены «относительно неповрежденными среди обломков» и через два дня эвакуированы с места катастрофы.

## Описание аварии
13 января 1964 года бомбардировщик B-52D возвращался в Джорджию из Массачусетса после патрулирования в рамках операции «Хромированный купол». Около Мейерсдейла в штате Пенсильвания, на пути к востоку от Солсбери в том же штате после изменения высоты, проведённого, чтобы покинуть зону турбулентности. После потери киля бомбардировщик оказался неуправляемым. Пилот приказал экипажу покинуть машину. Самолёт потерпел крушение.
Неуправляемый самолёт разбился неподалёку от города Бартона в штате Мэриленд, между горой Элбоу (Elbou Mountain) и Большой Дикой горой (Big Savage Mountain).